# Talp daurat septentrional
El talp daurat septentrional (Amblysomus septentrionalis) és una espècie de talp daurat originària de Sud-àfrica i Eswatini. Els seus hàbitats naturals són els boscos temperats, boscos secs tropicals o subtropicals, boscos humits de terres baixes tropicals o subtropicals, montanes humides tropicals o subtropicals, sabanes humides, zones arbustoses temperades, zones herboses seques de terres baixes tropicals o subtropicals, terres arables, plantacions, jardins rurals, zones urbanes i vegetació introduïda. Està amenaçat per la pèrdua d'hàbitat.